# Вебстер (округ, Джорджія)
Шаблон:StateAbbr_ 32°03′ пн. ш. 84°33′ зх. д. / 32.05° пн. ш. 84.55° зх. д.
Округ Вебстер (англ. Webster County) - округ (графство) у штаті Джорджія, США. Ідентифікатор округу 13307.

## Історія
Округ утворений 1853 року.

## Демографія
За даними перепису 
2000 року 
загальне населення округу становило 2390 осіб, усе сільське.
Серед мешканців округу чоловіків було 1201, а жінок — 1189. В окрузі було 911 домогосподарств, 675 родин, які мешкали в 1115 будинках.
Середній розмір родини становив 3,07.
Віковий розподіл населення поданий у таблиці:
| Стать    | До 15 років | 15-21 | 22-29 | 30-39 | 40-49 | 50-65 | 65-85 | Понад 85 |
| -------- | ----------- | ----- | ----- | ----- | ----- | ----- | ----- | -------- |
| Чоловіки | 278         | 122   | 110   | 171   | 169   | 204   | 132   | 15       |
| Жінки    | 219         | 102   | 115   | 164   | 198   | 185   | 175   | 31       |

## Суміжні округи
- Меріон — північ
- Самтер — схід
- Террелл — південь
- Рендолф — південний захід
- Стюарт — захід

## Виноски
1. ↑  U.S. Decennial Census. United States Census Bureau. Архів оригіналу за 19 липня 2018. Процитовано 27 червня 2014.
2. ↑  Historical Census Browser. University of Virginia Library. Архів оригіналу за 16 серпня 2012. Процитовано 27 червня 2014.
3. ↑  Population of Counties by Decennial Census: 1900 to 1990. United States Census Bureau. Архів оригіналу за 2 лютого 2019. Процитовано 27 червня 2014.
4. ↑  Census 2000 PHC-T-4. Ranking Tables for Counties: 1990 and 2000 (PDF). United States Census Bureau. Архів оригіналу (PDF) за 18 грудня 2014. Процитовано 27 червня 2014.
5. ↑  State & County QuickFacts. United States Census Bureau. Архів оригіналу за 8 грудня 2015. Процитовано 27 червня 2014.(англ.) Наведено за англійською вікіпедією.
6. ↑  American FactFinder. Бюро перепису населення США. Архів оригіналу за 26 лютого 2012. Процитовано 31 січня 2008.

| США | Це незавершена стаття з географії США. Ви можете допомогти проєкту, виправивши або дописавши її. |